# Liste der Nummer-eins-Hits in den Hot 100 Airplay (2008)
Diese Liste enthält alle Nummer-eins-Hits in den Hot 100 Airplay Charts im Jahr 2008. Es handelt sich hierbei um die Charts mit den von den Radiostationen in den USA am häufigsten gespielten Musiktiteln, die vom US-amerikanischen Magazin Billboard veröffentlicht wurden. In diesem Jahr gab es zehn Spitzenreiter.
| Singles |
| --- |
| - Alicia Keys – No One - 14 Wochen (3. November 2007 – 8. Februar 2008) - Flo Rida feat. T-Pain – Low - 4 Wochen (9. Februar – 7. März) - Chris Brown – With You - 6 Wochen (8. März – 18. April) - Usher feat. Young Jeezy – Love in This Club - 4 Wochen (19. April – 16. Mai) - Lil Wayne feat. Static Major – Lollipop - 10 Wochen (17. Mai – 25. Juli) - Rihanna – Take a Bow - 6 Wochen (26. Juli – 5. September) - Chris Brown – Forever - 3 Wochen (6. September – 26. September) - Ne-Yo – Closer - 1 Woche (27. September – 3. Oktober) - T.I. – Whatever You Like - 8 Wochen (4. Oktober – 28. November) - T.I. feat. Rihanna – Live Your Life - 8 Wochen (29. November 2008 – 23. Januar 2009) |